# Nematoproctus caelebs
Nematoproctus caelebs är en tvåvingeart som beskrevs av Octave Parent 1926. Nematoproctus caelebs ingår i släktet Nematoproctus och familjen styltflugor. Inga underarter finns listade i Catalogue of Life.